# シトロエン・C10

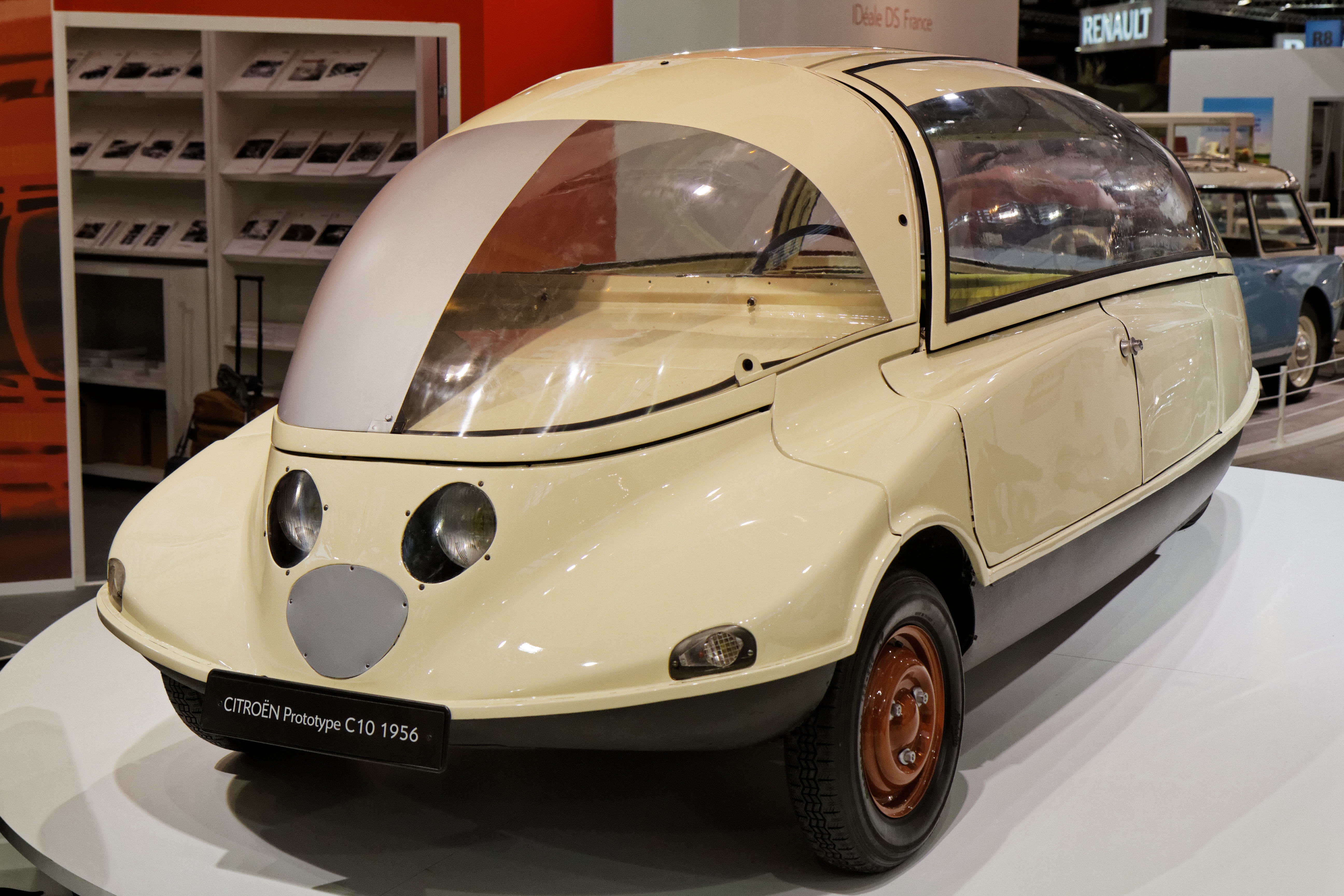
2014年のRétromobile auto showで展示されたC10プロトタイプ

シトロエン・プロトタイプCは、1955年から1956年にかけて、アンドレ・ルフェーヴルの指揮の下でシトロエンが手がけた一連のプロトタイプ車両である 。当時の2CVより小型かつ現代的な、水滴形の軽量車両を製造することがコンセプトだった。これらのプロトタイプのうち、C10と呼ばれる1台がシトロエンに現存している。
この車両の全体的なデザインは、メッサーシュミットや今日のバブルカーに非常に類似していた。また、2CVと同じ425ccのエンジンを搭載していた。
この車両はシトロエン・コクシネルというペットネームが与えられていた (フランス語でてんとう虫).